# 日本医科大学千葉北総病院

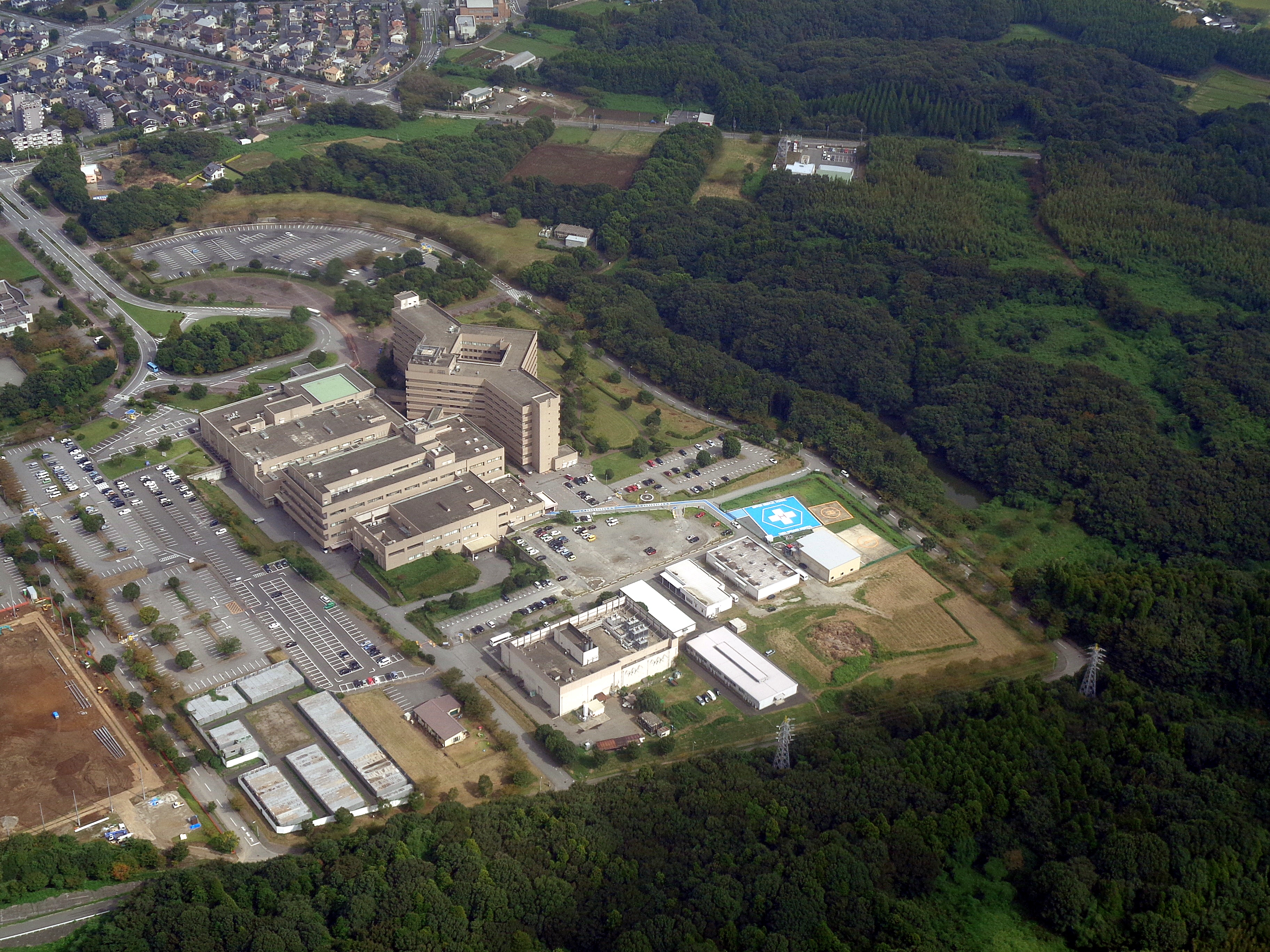
同病院およびヘリポートを空撮

日本医科大学千葉北総病院（にほんいかだいがくちばほくそうびょういん）は、千葉県印西市鎌苅にある病院である。学校法人日本医科大学が運営する大学付属病院として1994年（平成6年）1月26日に千葉県印西市に北総病院として開院した。千葉県災害拠点病院、臨床研修指定病院に指定されている。また、ドクターヘリの運用を行っている。コードブルーの撮影場所になっている。

## 概要
日本医科大学千葉北総病院は、千葉ニュータウンの東に位置する千葉県印旛郡印旛村（現・印西市）にある医療施設。1994年に開院して以来、日本医科大学が推進する印旛医療学園都市構想「INBA-HITEC」の中核施設として、高度な医療サービスと教育研究の拠点となっている。災害拠点病院としての指定（1996年）、救命救急センターの設置（1999年）、そして2001年に国内で初めてドクターヘリを導入するなど、日本の医療の先進性を牽引してきた。2020年には新型コロナウイルス感染症の流行に対応して重症患者受入れ病棟を設置し、持続的な地域医療への貢献を続けている。
ドクターヘリ使用機種
- マクドネル・ダグラス社製、MD-902型 （ドクターヘリ仕様）
- 川崎重工業社製、BK117型（ドクターヘリ仕様）

　以上の２機のどちらかを運用している。運用順番等については不明。
　運行・整備はともにaeroasahiが運航している。
日本医科大学千葉北総病院救命救急センター（略：北総救命センター）では、ドクターヘリ・ドクターカーを運用しており、地域救命の向上へと役立たされている。また、北総病院はコードブルーの撮影現場であり、北総救命センターの本村医師が監修している。
ドクターヘリでは、50km圏内へ離陸（離陸までエンジンをスタートして約3分程度での離陸）から約15分以内に到着することが出来るようになった。北総病院は勿論のこと、千葉県救急医療センター（千葉市）、千葉大学医学部附属病院（千葉市）、成田赤十字病院（成田市）、総合病院国保旭中央病院（旭市）、亀田総合病院（鴨川市）など、広域に渡って重症患者を運ぶ。北総の50km圏内の北側約3分の1は、茨城県側に掛かる事から、稲敷広域消防本部、鹿島地方事務組合消防本部、鹿行広域消防本部などと連携し、茨城県側の重症患者搬送も担っている。運航に要する費用は1年間で約1億8千万円で、国と県が負担することになっている。
また、県内では、県単独事業として、2009年（平成21年）1月に君津中央病院（木更津市）にもドクターヘリが配備された。そのことにより、千葉県ではドクターヘリの2機体制を整えることができ、救命率の向上へ役立っている。

## 歴史と発展

### 初期の展開
1994年1月26日、日本医科大学千葉北総病院は初代院長山本保博教授（救命救急科教授）のもと、59床（3階東病棟53床、集中治療室6床）で開院。「21世紀の医療学園都市を目指す」というビジョンのもと、地域の中核病院としてスタート。開院当初から高度な医療技術と設備を導入し、地域住民への質の高い医療サービス提供を目指した。

### 2代目院長
1996年、山下精彦教授（消化器外科教授）が2代目院長に就任。院長のもと、千葉県災害拠点病院に指定され、地域社会における災害対応の中核としての役割を果たした。山下院長は災害医療体制の整備に力を入れ、地域の防災・医療ネットワークの強化に努めた。また、2000年には最寄り駅「印旛日本医大」駅が開業し、病院へのアクセスが大幅に改善され、地域住民にとって利用しやすい医療機関となった。

### 拡張と認定
2004年、三代目院長田中宣威教授（消化器外科教授）のもとで病院機能評価認定を受け、病床数を591床に拡大。この拡張により、病院はさらに多くの患者を受け入れることが可能となり、地域医療の中核としての役割が強化された。
2012年には、四代目院長井上哲夫教授（麻酔科教授）のもとでDPC病院II群高診療密度病院に認定された。井上院長のリーダーシップの下で、病院は高度な専門医療を提供し、診療密度の高い医療機関としての評価を確立した。
2015年には、五代目院長清野精彦教授（循環器内科教授）のもとで地域がん診療連携拠点病院に認定された。これにより、がん治療の分野での地域医療連携が強化され、患者に対する包括的なケアが可能となった。同年、外国人患者受入れ環境整備事業の医療通訳拠点病院にも選定され、国際的な患者対応能力が向上した。

### 別所竜蔵院長の功績
2020年4月、別所竜蔵教授が六代目院長に就任した。彼のリーダーシップの下で、病院は多くの重要な進展と成果を達成した。

#### 新型コロナウイルス感染症への対応
別所院長就任時は、新型コロナウイルス感染症の流行が世界中で広がり始めていた時期だった。2020年4月7日には、日本政府が「緊急事態宣言」を発出する中で、別所院長は病院全体の感染症対策を主導し、重症患者受入れ病棟を迅速に設置した。この対応により、病院は日本私立医科大学協会の調査でコロナ重症患者受け入れ数が全国第2位（東日本第1位）の実績を上げた。

#### 地域医療支援病院の認定
2021年10月には、日本医科大学千葉北総病院は地域医療支援病院に認定された。この認定は、別所院長の下での病院の地域医療への貢献が評価された結果である。

#### World’s Best Hospitalsへの認定
別所院長のリーダーシップのもと、病院は米国のNewsweek社による「World’s Best Hospitals」に2021年から2023年にかけて3年連続で認定された。この国際的な評価は、病院の高い医療水準と先進的な医療技術の導入が評価されたものである。

#### ロボット支援手術の推進
2020年10月には、ロボット支援手術機器のda Vinciを導入し、低侵襲ロボット手術センターを開設した。さらに、2022年12月には2台目のda Vinciを導入し、千葉県内の大学病院として初めての2台体制を確立した。この取り組みにより、手術待機時間の短縮と患者への負担軽減が実現した。

#### 全病棟のリニューアル
別所院長の指導のもとで、開院以来使用していた老朽化した医療機器の更新や全病棟のリニューアルが進められ、最新の医療設備を備えた病院としての機能を強化した。

#### 認知症疾患医療センターの設置
2020年には、千葉県より地域型の「認知症疾患医療センター」に認定された。2024年4月にはPET-CTを導入し、認知症の診断と治療を迅速に行うための設備を整えた。

### 教育と研究の充実
日本医科大学の教育理念である「克己殉公」、「済世救民」に基づき、「最先端医療」の提供だけでなく、「断らない医療」を実践している。臨床研究・基礎研究を通じて医療の革新に貢献し、次世代の医療人材を育成している。

### 地域社会との連携
地域の医療ニーズに応えるために、最新の医療技術と施設を導入し、自然環境と調和しながら、患者一人ひとりに対応する「All for One」の姿勢で、全職員が一致団結して取り組んでいる。

### 未来への展望
日本医科大学千葉北総病院は、これからも全職員と共に、地域住民から信頼される病院として、医療の質をさらに高め、地域医療に貢献していくことを誓いる。

#### 進展と未来への貢献
- 地域医療への貢献: 日本国内外からの患者に対応する能力を高め、地域医療の質向上に努めている。
- 最先端技術の導入: ロボット支援手術などの最新技術を導入し、医療サービスの向上を図っている。

## 診療科・部門
内科系
- 循環器内科
- 脳神経内科
- 腎臓内科
- 血液内科
- 糖尿病内分泌代謝内科
- 消化器内科
- 呼吸器内科
- 小児科
- 放射線科
- メンタルヘルス科

外科系
- 外科・消化器外科
- 乳腺科
- 心臓血管外科
- 呼吸器外科
- 脳神経外科
- 整形外科
- 眼科
- 女性診療科・産科
- 耳鼻咽喉科
- 皮膚科
- 泌尿器科
- 麻酔科
- 形成外科
- リハビリテーション科
- 救命救急センター
- 歯科
- 緩和ケア科

看護部
- 看護部

中央診療部門
- 中央手術室
- 集中治療室
- 血液浄化療法室
- リハビリテーションセンター
- 病理診断科・病理部
- がん診療センター
- 認知症疾患医療センター
- 低侵襲ロボット手術センター

診療共用部門
- 薬剤部
- 中央検査室
- 放射線センター
- 栄養科
- 診療録管理室

医療連携支援センター
- 医療連携支援センター

治験推進室
- 治験推進室

## 認定・指定
- 保険医療機関
- 国民健康保険療養取扱機関
- 救急指定病院
- 労働者災害補償保険法指定医療機関
- 地方公務員災害補償法医療機関
- 国家公務員災害補償法医療機関
- 被爆者一般疾病医療機関
- 母子保健法指定妊娠乳児健康診査機関
- 母子保健法指定養育医療機関
- 生活保護法指定医療機関
- 身体障害者福祉法指定医療機関
- 指定自立支援医療機関
- 結核予防法指定医療機関
- 日本医療機能評価機構認定病院
- 臨床研修指定病院
- 災害拠点病院（基幹災害医療センター）
- 救急指定病院
- 救命救急センター
- 地域がん診療連携拠点病院
- 小児慢性特定疾病指定医療機関
- 先天性血液凝固因子障害等治療研究病院
- 難病の患者に対する医療等に関する法律における指定医療機関
- 日本がん治療認定医機構認定研修施設
- 肝がん・重度肝硬変治療研究促進事業指定医療機関
- 関東甲信越地域小児がん連携病院
- 認知症疾患医療センター
- 地域医療支援病院
- 紹介受診重点医療機関

## 撮影協力
ブラックジャックによろしく
- 2003年（金10）　2004年（SP）、TBSテレビ
- 永禄大学附属病院としてドラマのメインロケ地となり、ドクターヘリと合わせて放送された。

コード・ブルー -ドクターヘリ緊急救命-
- 2008年（1st・木10）　2009年（SP・土曜プレミアム）　2010年（2nd・月9）　2017年（3rd・月9）、2018年（実写映画版）フジテレビ
- 翔陽大学附属北部病院としてドラマのメインロケ地となり、ドクターヘリと合わせて放送された。また、ドラマの放送に合わせてヘリポートの改装を行った。ドラマの中で救命医師が着ている青いユニフォームも同病院のものがモデル。医療監修・医療指導も同病院救命救急センターの松本尚医師を始めとするスタッフが担当している。作中で千葉北総のドクターヘリが映り込むカットもある。

ナイト・ドクター（2021年(月9))

## 院内のサービス施設
- 売店（ローソン千葉北総病院店）
- コーヒーショップ（ドトールコーヒー千葉北総病院店）
- レストラン
- ATM（千葉銀行）
- 理・美容室
- クリーニング（つばきクリーニング）
- コインランドリー

## アクセス

### 電車
- 北総線 印旛日本医大駅から、無料送迎バスもしくは徒歩約15分。

### 無料送迎バス
- 北総線 印旛日本医大駅から、約3分
- 成田線 木下駅 北口から、約20分（平日のみ、土日祝日は運休）
- 成田線 成田駅 西口から、約20分（平日のみ、土日祝日は運休）[注釈 1]

### 路線バス
どの路線も一律大人300円、子供150円である。
- なの花交通バス（六合路線）
  - 京成本線 京成佐倉駅 北口から「日本医大病院経由 印旛日本医大駅行」「日本医大病院・印旛日本医大駅経由 小林駅行」で、約20分。
  - 成田線 小林駅 北口から「日本医大病院・印旛日本医大駅経由 京成佐倉駅行」で、約20分。
- ちばレインボーバス（印旛学園線）
  - 京成本線 京成酒々井駅 西口から「北総病院経由 印旛日本医大駅行」で、約20分。
- 大成交通（宗像路線）
  - 京成本線 京成臼井駅 北口から「日医大病院経由 印旛日本医大駅行」「日医大病院・印旛日本医大駅経由 大成交通前行」で、約30分。[注釈 2]

### 自動車
- 東関東自動車道 四街道ICまたは佐倉ICから、印西市役所印旛支所（旧印旛村役場）方面。
  - 駐車場（約900台収容）は、2016年11月1日よりパーク24管理・運営での有料化になった（タイムズ日本医科大学千葉北総病院）。